# Прокопьев, Игорь Николаевич
И́горь Никола́евич Проко́пьев (род. 17 мая 1940) — российский дипломат. Чрезвычайный и полномочный посланник 2 класса (1992).

## Биография
Окончил Московский государственный институт международных отношений (МГИМО) МИД СССР (1970). Владеет испанским и французским языками.
- В 1992—1995 годах — советник-посланник Посольства России в Аргентине.
- В 1996—1999 годах — начальник отдела Латиноамериканского департамента МИД России.
- С 5 мая 1999 по 26 июля 2002 года — чрезвычайный и полномочный посол Российской Федерации в Гайане и Тринидаде и Тобаго по совместительству[1][2].

## Дипломатический ранг
- Чрезвычайный и полномочный посланник 2 класса (12 августа 1992)[3].